# Mezira reducta
Mezira reducta är en insektsart som beskrevs av Van Duzee 1927. Mezira reducta ingår i släktet Mezira och familjen barkskinnbaggar. Inga underarter finns listade i Catalogue of Life.